# Años 210
Los años 210 o década del 210 empezó el 1 de enero del 210 y terminó el 31 de diciembre del 219.

## Acontecimientos
- San Calixto I sucede a San Ceferino como papa en el año 217
- Catalo derrota a los godos en el Danubio inferior.